# Syncarpha staehelina
Syncarpha staehelina là một loài thực vật có hoa trong họ Cúc. Loài này được (L.) B.Nord. mô tả khoa học đầu tiên năm 2003.